# غایب مفقودالاثر
غایب مفقودالاثر مطابق ماده ۱۰۱۱ قانون مدنی ایران شخصی است که از غیبت او مدت زیادی گذشته  و از او به هیچ وجه خبری نباشد. 
برای تحقق مفهوم غایب مفقودالاثر، سه شرط لازم است:
- غیبت فرد از اقامتگاه قانونی
- گذشت مدت نسبتاً طولانی از غیبت وی
- بی اطلاعی از حیات یا ممات غایب (مهمترین شرط)[۱][۲]

بحث کامل غایب مفقودالاثر در کتاب پنجم از جلد دوم قانون مدنی ایران از ماده ۱۰۱۱ تا ماده ۱۰۳۰ و مواد ۱۰۳ تا ۱۶۲ قانون امور حسبی گفته شده که این بحث برگرفته از فقه امامیه است.
امور راجع به غایب مفقودالاثر با دادگاه شهرستان محلی است که آخرین اقامتگاه غایب در آن محل بوده است؛ هرگاه آخرین اقامتگاه غایب در خارج از ایران باشد دادگاهی برای رسیدگی به امور غایب صالح است که آخرین محل سکونت غایب در حوزه آن دادگاه باشد. هرگاه غایب در ایران اقامتگاه یا محل سکنی نداشته یا اقامتگاه و محل سکنای او در ایران معلوم نباشد دادگاهی برای رسیدگی به امور غایب صالح است که ورثه غایب در آن محل اقامت یا سکنی دارند. در صورتی که ورثه غایب در ایران معلوم نباشد دادگاهی صالح است که غایب در آنجا مال دارد.
اگر غایب مفقودالاثر برای اداره اموال خود تکلیفی معین نکرده باشد و کسی هم نباشد که قانوناً حق تصدی امور او را داشته باشد محکمه برای اداره اموال او یک نفر امین معین می کند. تقاضای تعیین امین فقط از طرف مدعی‌العموم(دادستان) و اشخاص ذی‌نفع(از قبیل وراث، موصی‌له، افراد واجب‌النفقه غایب، بستانکار و...) در این امر قبول می شود. 

پس از وصول درخواست تعیین امین دادگاه در خصوص غیبت و اینکه غایب کسی را برای اداره اموال خود معین کرده است یا نه تحقیق نموده و پس از احراز غیبت و وجود شرایط ماده ۱۰۱۲ قانون مدنی تعیین امین می نماید. محکمه می تواند از امینی که معین می کند تقاضای ضامن یا تضمینات دیگر نماید.در تعیین امین وراث نسبت به سایرین اولویت دارند،‌طبق ماده ۱۰۱۴ قانون مدنی : 
اگر یکی از وراث غایب تضمینات کافیه بدهد محکمه نمی تواند امین دیگری معین نماید و وارث مزبور به سمت معین خواهد شد.
کسی که در زمان غیبت غایب عملاً متصدی امور او باشد در موقع تعیین امین برای غایب، آن شخص بر دیگران مقدم خواهد بود.
حفظ و نظارت اموال در مواردی که محتاج به تعیین امین است مادام که امین معین نشده به عهده دادستانی است که اموال در حوزه او یافت می شود.
در حالتی که اموال غایب در خارج از ایران باشد: در خارج از ایران مامورین کنسولی ایران حق دارند برای اداره اموال ایرانیان که محتاج تعیین امین و واقع در حوزه ماموریت آنها است موقتاً نصب امین نمایند و باید تا ده روز پس از نصب امین مدارک عمل خود را به وسیله وزارت امورخارجه به وزارت دادگستری بفرستند، نصب امین نامبرده وقتی قطعی می گردد که دادگاه شهرستان تهران تصمیم مامور کنسولی را تنفیذ کند. 

در خصوص وظایف امین ماده ۱۰۱۵ قانون مدنی مقرر می دارد:
وظایف و مسئولیت‌ امینی که به موجب مواد قبل معین می گردد، همان است که برای قیّم مقرر است.
بعد از گذشت دو سال تمام از آخرین خبر غایب ورثه او می توانند از دادگاه درخواست کنند که دارایی غایب به تصرف آنها داده شود. درخواست باید کتبی و مشتمل بر امور زیر باشد:
1. نام و مشخصات درخواست‌کننده
2. مشخصات غایب
3. تاریخ غیبت
4. ادله و جهاتی که به موجب آن درخواست‌کننده حق این درخواست را برای خود قائل است[۱۵].

پس از وصول درخواست‌نامه ، دادگاه با حضور درخواست کننده و دادستان به دلائل درخواست رسیدگی می نماید و نیز راجع به اقامتگاه غایب و تاریخ غیبت و معلوم نبودن محل او بازجویی لازم نموده و در صورت احراز صلاحیت درخواست کننده آگهی مشتمل بر درخواست نامبرده و دعوت اشخاصی که از غایب اطلاعی دارند برای اظهار اطلاع به دادگاه ترتیب می دهد. آگهی مذکور فوق در سه دفعه متوالی هر کدام به فاصله یک ماه منتشر می شود و پس از یک سال از تاریخ نشر آخرین آگهی در صورت وجود شرایط مذکور در ماده ۱۰۲۵ و ۱۰۲۶ قانون مدنی اموال غایب به تصرف ورثه او داده می شود.
در صورتی که غایب برای اداره اموال خود کسی را معین کرده باشد و آن کس فوت شود یا به جهت دیگری صلاحیتش برای اداره اموال از بین برود امین برای اداره اموال معین می گردد و اموال به تصرف ورثه داده نمی شود تا حکم موت فرضی غایب صادر شود.
- دادگاه نمی تواند همه اموال را به تصرف بعضی از ورثه بدهد،‌چرا که هریک از وراث تنها به میزان سهم‌الارث خود، حق تصرف در مال غایب را دارد.[۱۸]
- تصرف وراث در این حالت مالکانه نیست بلکه امانت است.[۱۹]

لزوم دادن ضامن یا تضمین از سوی وارثان متصرف: (ماده ۱۰۲۶ قانون مدنی)
در مورد ماده قبل ورّاث باید ضامن و یا تضمینات کافیه دیگر بدهند تا در صورت مراجعت غایب و یا در صورتی که اشخاص ثالث حقی بر اموال او داشته باشند از عهده اموال و یا حق اشخاص ثالث برآیند تضمینات مزبور تا موقع صدور حکم موت فرضی غایب باقی حواهد بود.

ماده ۱۰۱۹ قانون مدنی : 
حکم موت فرضی غایب در موردی صادر می شود که از تاریخ آخرین خبری که از حیات او رسیده است مدتی گذشته باشد که عادتاً چنین شخصی زنده نمی ماند.
ماده ۱۰۲۰ قانون مدنی (مواردی که غایب زنده فرض نمی شود):
1. وقتی که ده سال تمام از تاریخ آخرین خبری که از حیات غایب رسیده است گذشته و در انقضاء مدت مزبور سن غایب از هفتاد و پنج سال گدشته باشد.
2. وقتی که یک نفر به عنوانی از عنواین جزء قشون مسلح بوده و در زمان جنگ مفقود و سه سال تمام از تاریخ انعقاد صلح بگذرد بدون اینکه خبری از او برسد هرگاه جنگ منتهی به انعقاد صلح نشده باشد مدت مزبور پنج سال از تاریخ ختم جنگ محسوب می شود.
3. وقتی که یک نفر حین سفر بحری(دریایی) در کشتی بوده که آن کشتی در آن مسافرت تلف شده است، سه سال تمام از تاریخ تلف شدن کشتی گذشته باشد بدون اینکه از آن مسافر خبری برسد.

ماده ۱۰۲۱ قانون مدنی: 
در مورد فقره اخیر ماده قبل (۱۰۲۰قانون مدنی) اگر با انقضاء مدتهای ذیل که مبداء آن از روز حرکت کشتی محسوب می شود کشتی به مقصد نرسیده باشد و در صورت حرکت بدون مقصد به بندری که از آنجا حرکت کرده برنگشته و از وجود آن به هیچ وجه خبری نباشد کشتی تلف شده محسوب می شود: 
الف) برای مسافرت در بحر جزر و داخل خلیج فارس یک سال.
ب) برای مسافرت در بحر عمان ـ‌ اقیانوس هند ـ بحر احمر ـ بحر سفید ( مدیترانه ) ـ بحر سیاه و بحر آزوف دو سال 
ج) برای مسافرت در سایر بحار سه سال 

ماده ۱۰۲۲ قانون مدنی ( غیبت در سفر هوایی ): 
اگر کسی در نتیجه واقعه‌ای به غیر از آنچه در فقره ۲ و ۳ ماده ۱۰۲۰ قانون مدنی است، دچار خطر مرگ گشته و مفقود شده و یا در طیاره ( هواپیما) بوده و طیاره مفقود شده باشد وقتی می توان حکم موت فرضی او را صادر کرد که پنج سال از تاریخ دچار شدن به خطر مرگ بگذرد بدون اینکه خبری از حیات مفقود رسیده باشد.

در حکم موت فرضی:
اشخاص زیر می توانند از دادگاه درخواست صدور حکم موت فرضی غایب را بنمایند: 
1. ورثه غایب
2. وصی و موصی‌له[۲۰]

درخواست باید کتبی و مشتمل بر امور زیر باشد: 
1. مشخصات غایب
2. تاریخ غیبت
3. دلایلی که به موجب آن درخواست کننده حق درخواست صدور حکم موت فرضی را دارد.
4. ادله و اسنادی که مطابق ماده ۱۰۲۰ و ۱۰۲۱ و ۱۰۲۲ قانون مدنی ممکن است به موجب آن ادله و اسناد درخواست حکم موت فرضی غایب را نمود[۲۱].

پس از وصول درخواست‌نامه دادگاه اظهارات و دلایل درخواست‌کننده را در نظر گرفته و در صورتی که اظهارات و دلایل نامبرده را موجه دانست آگهی مطابق ماده ۱۰۲۳ قانون مدنی ترتیب می دهد در صورتی که در زمینه درخواست تصرف اموال(ماده ۱۰۲۵ قانون مدنی) آگهی شده باشد لزومی به انجام دوباره این کار نیست. 
رسیدگی با حضور درخواست‌کننده و دادستان به عمل می آید، عدم حضور درخواست‌کننده مانع رسیدگی نیست. دادگاه می تواند هر گونه تحقیق که مقتضی بداند بنماید و پس از احراز موجبات صدور حکم موت فرضی حکم می دهد. 
حکم باید مشتمل بر امور زیر باشد: 
1. نام و نام خانوادگی درخواست‌کننده
2. مشخصات غایب
3. دلایل و مستندات حکم
4. تاریخ صدور حکم [۲۵]

بعد از قطعیت حکم موت فرضی تامیناتی که از امین یا ورثه گرفته شده است مرتفع می شود.
بعد از صدور حکم موت فرضی نیز اگر غایب پیدا شود کسانی که اموال او را به عنوان وراثت تصرف کرده‌اند باید آنجه را که از اعیان یا عوض و یا منافع اموال مزبور حین پیدا شدن غایب موجود می باشد مسترد دارند.
اگر غایب مفقودالاثر مرد باشد و ازدواج کرده باشد از آنجا که وضعیت حیات و مرگ او مشخص نیست وضعیت ازدواج او نیز نامشخص می‌شود. در این صورت پس از گذشتن چهار سال از غیبت شخص غایب، زن او می‌تواند درخواست طلاق کند و باید مطابق ماده ۱۰۲۳ قانون مدنی در یکی از روزنامه‌های محل زندگی غایب قبل از غیبت و در یکی از روزنامه‌های کثیرالانتشار سه آگهی به‌ طور متوالی به فاصله یک ماه از یکدیگر منتشر شود تا کسانی که خبری از شخص غایب دارند اطلاع دهند و در صورتی که از تاریخ انتشار اولین آگهی یک سال بگذرد و خبری از شخص غایب نشده باشد، دادگاه حکم طلاق را صادر می‌کند.
زن از زمان تاریخ صدور حکم طلاق باید عده وفات نگه دارد که مدت آن چهار ماه و ده روز است در این صورت چنانچه در مدت عده حکم موت فرضی شخص صادر شود زن او نیز ارث خواهد برد اما اگر مدت عده گذشته باشد و پس از آن حکم موت فرضی صادر شود در این صورت زن از شوهر غایب خود ارث نمی‌برد. همچنین اگر در مدتی که زن در عده وفات است، شوهر غایب او بازگردد مطابق ماده ۱۰۳۰ قانون مدنی می‌تواند به همسر خود رجوع کند و رابطه زوجیت باقی خواهد ماند اما اگر بعد از گذشتن مدت عده، شوهر غایب پیدا شود دیگر نمی‌تواند رجوع کند، بنابراین طلاق از مرد غایب مفقود الاثر نوعی طلاق رجعی است.
- نیمه بیوه
- مفقودالاثر

1. ↑  استاد صفایی (۳۱)، ش ۴۵.
2. ↑  شرح جامع قانون مدنی ـ شیرین بیات و فرهاد بیات ـ ص ۷۱۵.
3. ↑  «امام خمینی (س) - احکام غایب مفقودالاثر با رویکردی بر نظرات امام خمینی (س)». www.imam-khomeini.ir. دریافت‌شده در ۲۰۲۰-۱۲-۲۵.
4. ↑  ماده ۱۲۶ قانون امور حسبی (ق.ا.ح).
5. ↑  ماده ۱۲۷ ق.ا.ح.
6. ↑  ماده ۱۲۸ ق.ا.ح.
7. ↑  ماده ۱۲۹ ق.ا.ح.
8. ↑  ماده ۱۰۱۲ قانون مدنی.
9. ↑  ماده ۱۳۱ ق.ا.ح.
10. ↑  ماده ۱۰۱۳ ق.م.
11. ↑  ماده ۱۳۲ ق.ا.ح.
12. ↑  ماده ۱۱۳ ق.ا.ح.
13. ↑  ماده ۱۱۴ ق.ا.ح.
14. ↑  ماده ۱۳۶ ق.ا.ح.
15. ↑  ماده ۱۳۸ ق.م.
16. ↑  ماده ۱۳۸ ق.ا.ح.
17. ↑  ماده ۱۳۹ ق.ا.ح.
18. ↑  صفایی (۳۱)، ص ۵۸ ـ شرح جامع قانون مدنی فرهاد بیات و شیرین بیات ص ۷۲۰.
19. ↑  شرح جامع قانون مدنی ـ فرهاد بیات و شیرین بیات ـ ص ۷۲۰.
20. ↑  ماده ۱۵۳ ق.ا.ح.
21. ↑  ماده ۱۵۴ ق.ا.ح.
22. ↑  ماده ۱۵۵ ق.ا.ح.
23. ↑  ماده ۱۵۶ ق.ا.ح.
24. ↑  ماده ۱۵۷ ق.ا.ح.
25. ↑  ماده ۱۵۸ ق.ا.ح.
26. ↑  ماده ۱۶۰ ق.ا.ح.
27. ↑  ماده ۱۰۲۷ ق.م.
28. ↑  «امام خمینی (س) - حکم زوجه شخص مفقود الأثر و غایب». www.imam-khomeini.ir. دریافت‌شده در ۲۰۲۰-۱۲-۲۵.
29. ↑  «بازگشت غایب مفقودالاثر چه تأثیری بر تقسیم اموال و انحلال ازدواج او خواهد داشت». تابناک.

- صفایی، سید حسین. قاسم‌زاده، سید مرتضی. حقوق مدنی، اشخاص و محجورین، تهران:انتشارات سمت. ۱۳۷۵
- اسماعیلی، محسن. اکبرزاده مقدم، سعید. تحلیل فقهی و حقوقی مادهٔ ۱۰۱۳ قانون مدنی و امکان تعمیم آن به انواع امین، تهران:فصلنامه آموزه‌های حقوقی گواه. ۱۳۹۶